# 1,1,1,3,3,3-六氯丙烷
1,1,1,3,3,3-六氯丙烷是一种有机氯化合物，结构简式Cl
3C–CH
2–CCl
3，为丙烷的六氯取代产物
。